# Lucy Hope
Pour les articles homonymes, voir Hope.
Lucy Hope, née le 30 janvier 1997 à Melrose, est une nageuse britannique.

## Palmarès

### Championnats du monde en grand bassin
- Championnats du monde 2023 à Fukuoka :
  -  Médaille de bronze du 4 × 100 m nage libre mixte (participe uniquement aux séries).
- Championnats du monde 2024 à Doha :
  -  Médaille d'argent du 4 × 200 m nage libre.

### Championnats d'Europe
- Championnats d'Europe 2018 à Glasgow :
  -  Médaille d'or du 4 × 200 m nage libre (ne nage pas la finale).
- Championnats d'Europe 2020 à Budapest :
  -  Médaille d'or du 4 × 100 m nage libre.
- Championnats d'Europe 2022 à Rome :
  -  Médaille d'argent du 4 × 200 m nage libre.

### Championnats d'Europe juniors
- Championnats d'Europe juniors 2013 à Poznań :
  -  Médaille de bronze du 4 × 100 m nage libre.